# Чёрный сомик
Чёрный сомик, или американский чёрный сомик (Ameiurus melas) — вид лучепёрых рыб из семейства кошачьих сомов. Объект прудового рыбоводства.

## Описание
Максимальная длина тела до 66 см. Чаще встречаются экземпляры до 27 см. Максимальный вес до 3,6 кг. Тело лишено чешуи, покрыто защитной слизью. Голова широкая. Рот большой, с пухлыми губами. Зубы мелкие, конической формы. Усов 4 пары, нижние тёмные. Глаза маленькие, округлые, выпуклые. Первый луч спинного и грудных плавников представляет собой твёрдый и острый шип, остальные лучи мягкие. Помимо настоящего спинного плавника, чёрный сомик имеет также жировой плавник. Окраска тела бархатисто-чёрная, зеленоватая, желтоватая, бока светлее. Нижняя сторона тела бежевая или белая. На хвостовом стебле имеется вертикальная полоса светлого цвета. Анальный плавник короткий. Плавники бурые или серые, заметно темнее, чем соседние участки тела. Достигают половой зрелости в возрасте 2 лет. Продолжительность жизни достигает 9—10 лет.

## Ареал
Природный ареал включает крупные водоёмы Северной Америки от бассейна Великих озер до севера Мексики. Был заселён и успешно акклиматизировался в водоёмах ряда стран Европы — Албании, Италии, Словении и Хорватии, Польши.
На территории Украины — инвазивный вид, может быть найден в реках Закарпатья.

## Биология
Пресноводная речная рыба. Населяет пруды, озёра, водохранилища, ручьи и реки с медленным течением, развитой водной растительностью и илистым дном.